# Fiat Croma (Typ 154)
Der Fiat Croma ist eine von 1985 bis Ende 1996 gebaute Kombilimousine der Mittelklasse des Automobilherstellers Fiat. Der bei Italdesign Giugiaro entworfene Wagen war der erste Pkw mit direkteinspritzendem Dieselmotor.

## Modellgeschichte

### Allgemeines

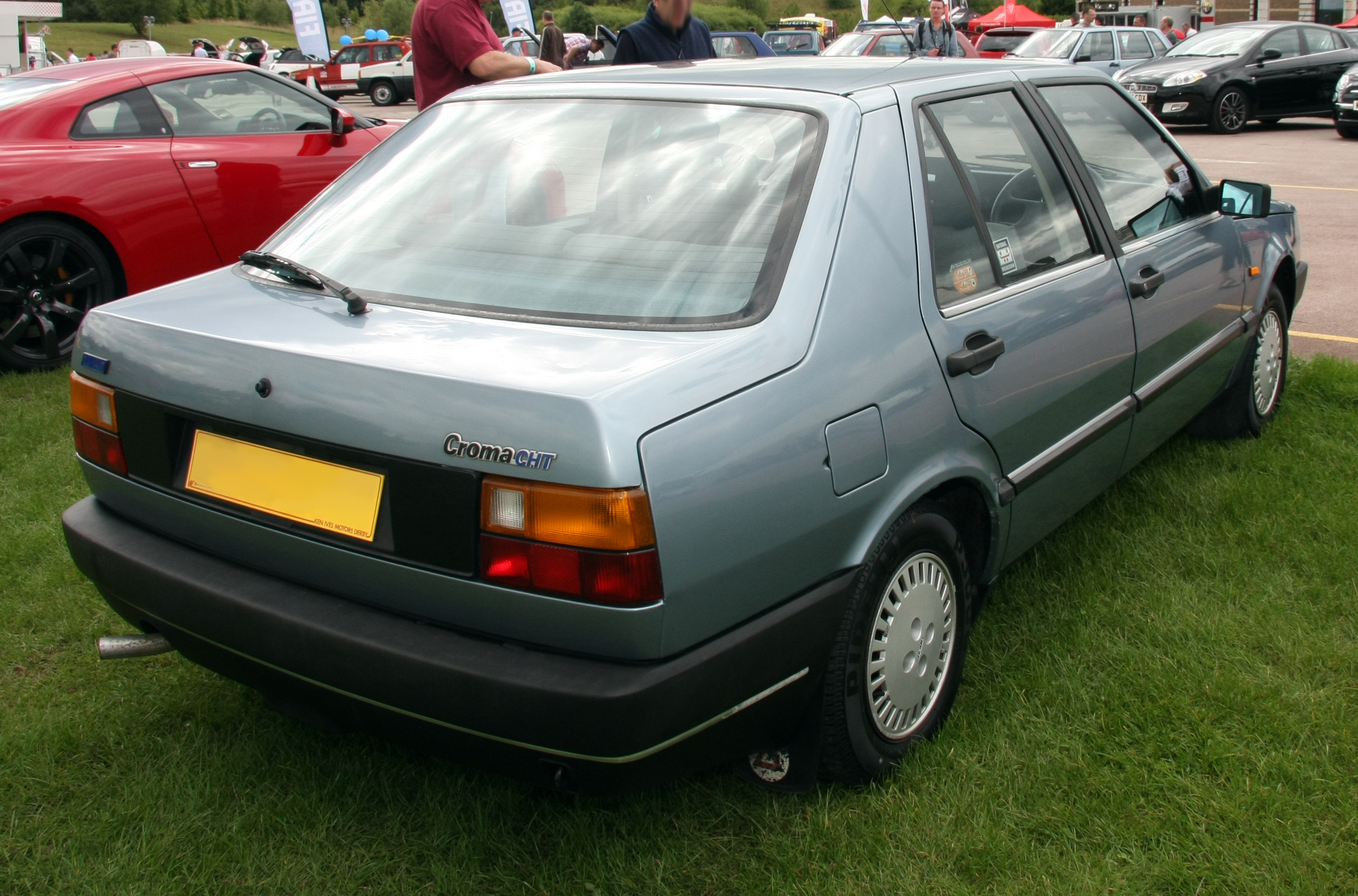
Heckansicht

Der im Mai 1985 präsentierte Croma ist der Nachfolger des Argenta. Er wurde im Rahmen eines Joint-Ventures mit dem damals noch nicht zum Fiat-Konzern gehörenden Hersteller Alfa Romeo, der Fiat-Tochter Lancia sowie Saab gemeinschaftlich mit den Pkw-Modellen Alfa Romeo 164 (1987–1997), Lancia Thema (1984–1994) und Saab 9000 (1985–1998) entwickelt. Die Markteinführung in Deutschland begann im Herbst 1985.
In optischer Hinsicht bestanden zwischen den Modellen von Fiat, Lancia und Saab große Ähnlichkeiten, während der Alfa Romeo mit diesen Modellen nur das Chassis und die Technik gemein hatte. Aufgrund dieser Tatsache waren einige Teile der vier Fahrzeugtypen austauschbar. So passten beispielsweise Türen des Fiat Croma und des Lancia Thema auch für den Saab 9000, unterschiedliche Lösungen wurden jedoch bezüglich der Befestigung der Türleisten gefunden.
Auch ging man bei den Modellen Croma und Thema hinsichtlich der Insassensicherheit andere Wege als beispielsweise beim 9000. Fiat überarbeitete bei seinen Modellen – schon vor dem Facelift beim Croma bzw. ab der zweiten Serie beim Thema – die Grundkarosserie vollständig und legte die Fahrgastzelle stabiler aus, während bei Saab die ursprüngliche, gemeinsam konstruierte Karosserie durch weitere Verstrebungen und „Nachbesserungen“ (wie Seitenaufprallschutzstreben in den Türen) verstärkt wurde. Verschiedene Fahrwerksteile (Domlager, Federbeine etc.) sind bei den Fahrzeugtypen ebenfalls austauschbar, auch die Windschutzscheibe von Croma und Thema ist identisch mit der des Saab 9000.

### TD i.d.: Der erste Diesel-Direkteinspritzer
Fiat war der erste europäische Hersteller, der ab Frühjahr 1987 für seine Pkw-Modelle mit dem 1,9 TD i.d. im Croma einen Dieseldirekteinspritzmotor im Angebot hatte. Bis dahin wurde dieser Motor nur in Nutzfahrzeugen wie dem Fiat Ducato angeboten, da die Laufruhe nicht dem Komfortstandard für Personenwagen entsprach. Dies liegt daran, dass der Zündverzug bei Motoren mit Direkteinspritzung länger ist als bei Kammermotoren.
In Zusammenarbeit mit der Fiattochter Magneti Marelli wurde im Fiat-Forschungszentrum bei Neapel eine elektronische Einspritzsteuerung entwickelt, die einen ruhigeren Motorlauf ermöglichte. So konnten Einspritzzeitpunkt und -menge durch entsprechende Sensoren und Aktoren angepasst an die Drehzahl und Lastzustände des Motors optimiert werden. Der im Croma verwendete Motor verfügte über einen Hubraum von 1929 cm³ und leistete 68 kW (92 PS). Dieses Aggregat war aber anfangs nur auf dem italienischen Markt erhältlich, da man auf den Auslandsmärkten mit der Entwicklung verbundene mögliche Kinderkrankheiten ausschließen wollte.
Dies stellte sich in der Folge jedoch als großer Marketingfehler heraus, da dadurch die Gelegenheit verpasst wurde, sich als Erfinder der zukunftsweisenden Technologie der Direkteinspritzung zu profilieren. In Deutschland ist daher Audi als erster Hersteller dieses Motorentyps im öffentlichen Bewusstsein verankert. In der Tat hatte Audi etwa gleichzeitig seine Entwicklung am Dieseldirekteinspritzmotor vorangetrieben, aber erst nach Fiat zur Serienreife gebracht. Durch die Einführung des rechtlich geschützten TDI-Siegels ist dieser Irrglaube bis heute im öffentlichen Bewusstsein weitgehend erhalten geblieben. Ebenso ist jedoch bekannt, dass der Fiat-Konzern im Jahr 1997 den ersten Common-Rail-Dieselmotor für Pkw auf den Markt brachte.

### Karosserie
Der Fiat Croma verfügte über eine von Giorgio Giugiaro (Italdesign) entworfene fünftürige Karosserie mit Stufenheck, aber mit einer großen Heckklappe. Giugiaro kam damit den damaligen stilistischen Anforderungen an ein Fahrzeug dieser Klasse nach, ohne auf die praktischen Vorteile einer Heckklappe zu verzichten. Eine ähnliche Lösung wurde beim Mitte 1989 eingeführten Daihatsu Applause gewählt.
Serienmäßig verfügte der Croma auf dem deutschen Markt über elektrische Fensterheber vorne, eine Servolenkung und Zentralverriegelung. Durch die Verwendung verzinkter Bleche konnte den bei den Vorgängermodellen nicht selten vorgekommenen Korrosionsproblemen nachhaltig vorgebeugt werden.

## Modellpflegen

### 1991
Im Januar 1991 wurde der Croma erstmals überarbeitet.
Sowohl äußerlich als auch im Innenraum wurde einiges verändert; der Wagen bekam eine neue, strömungsgünstigere Front (Kotflügel, Motorhaube, Stoßstange, Leuchten und Kühlergrill) und ein neues Heck (Heckleuchten, Stoßstange und Kunststoffverkleidung zwischen den Leuchten an der Heckklappe). Die Grundkarosserie wurde optisch nicht verändert, die Neuerungen betrafen nur geschraubte Teile.
Der Innenraum wurde komplett geändert, es kam eine neue Innenausstattung. Auch die Anzeigearmaturen wurden der neuen Zeit angepasst. Auf dem deutschen Markt fielen damit auch die Vergaser- und übrigen Kat-losen Fahrzeuge weg, ebenso die 1,6er. Das Basismodell stellte nun der 2,0-l-8V-Saugrohreinspritzer mit 85 kW dar. Unter der äußeren Hülle bekam der Croma eine deutlich verstärkte Karosserie, und die Fahrgastzelle wurde komplett überarbeitet, um die Insassensicherheit zu erhöhen.

### 1993
Im Juni 1993 wurde ein weiteres kleines Facelift durchgeführt, was äußerlich in erster Linie am neuen Kühlergrill zu erkennen war, der nun ohne die mittlere Querstrebe auskam.
Im Zuge dieser Überarbeitung kamen nun auch die Motorisierungen 2,0 16V (mit Bosch Motronic) und 2,5 V6 mit dem bekannten Arese-Sechszylindermotor von Alfa Romeo. Der V6 im Croma war ein 12V und nahezu baugleich mit den V6-Motoren des Alfa 155.

Darüber hinaus wurde die Sicherheit durch die Einführung eines Fahrer-Airbags verbessert.

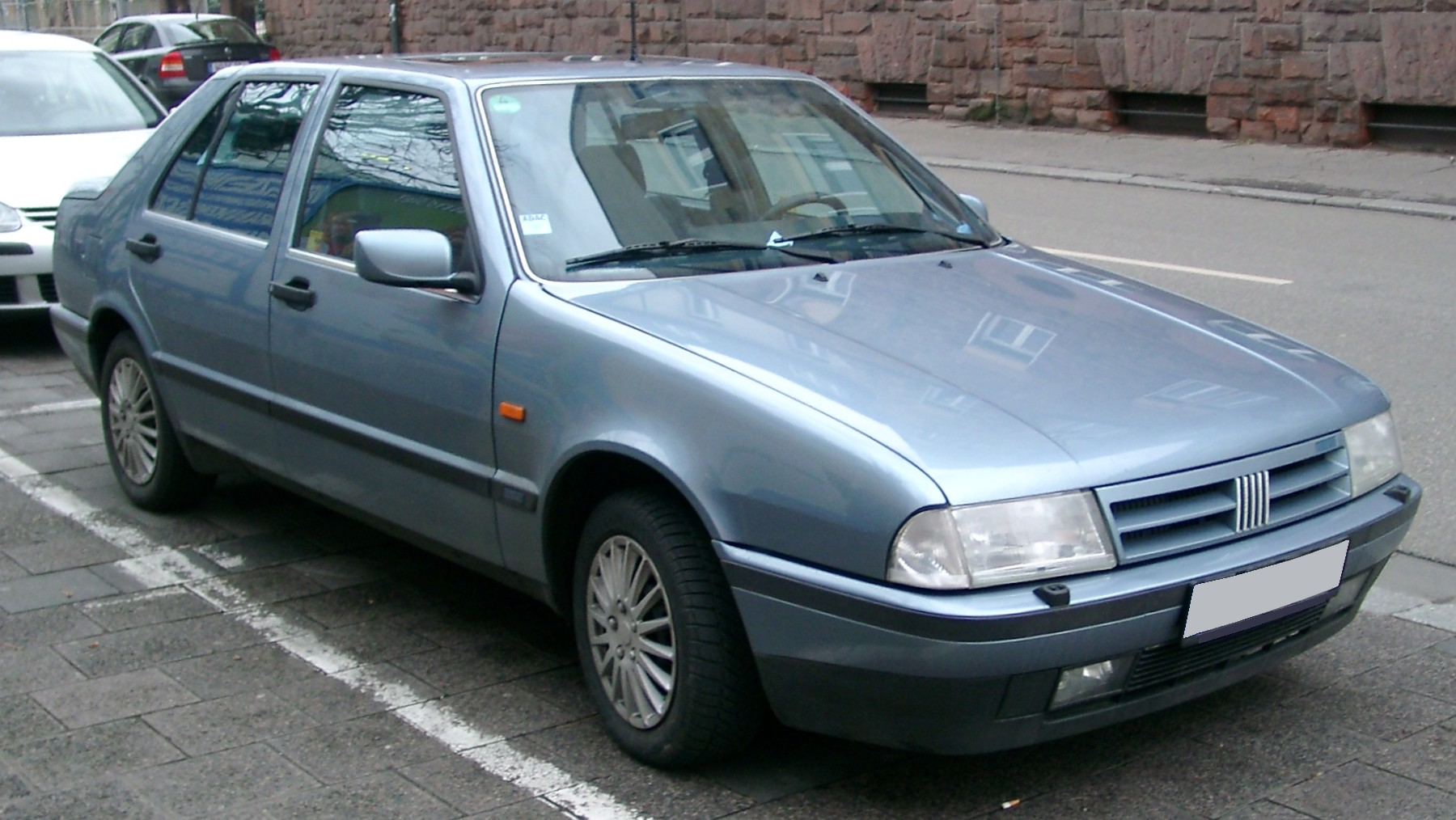
Fiat Croma (1991–1993)
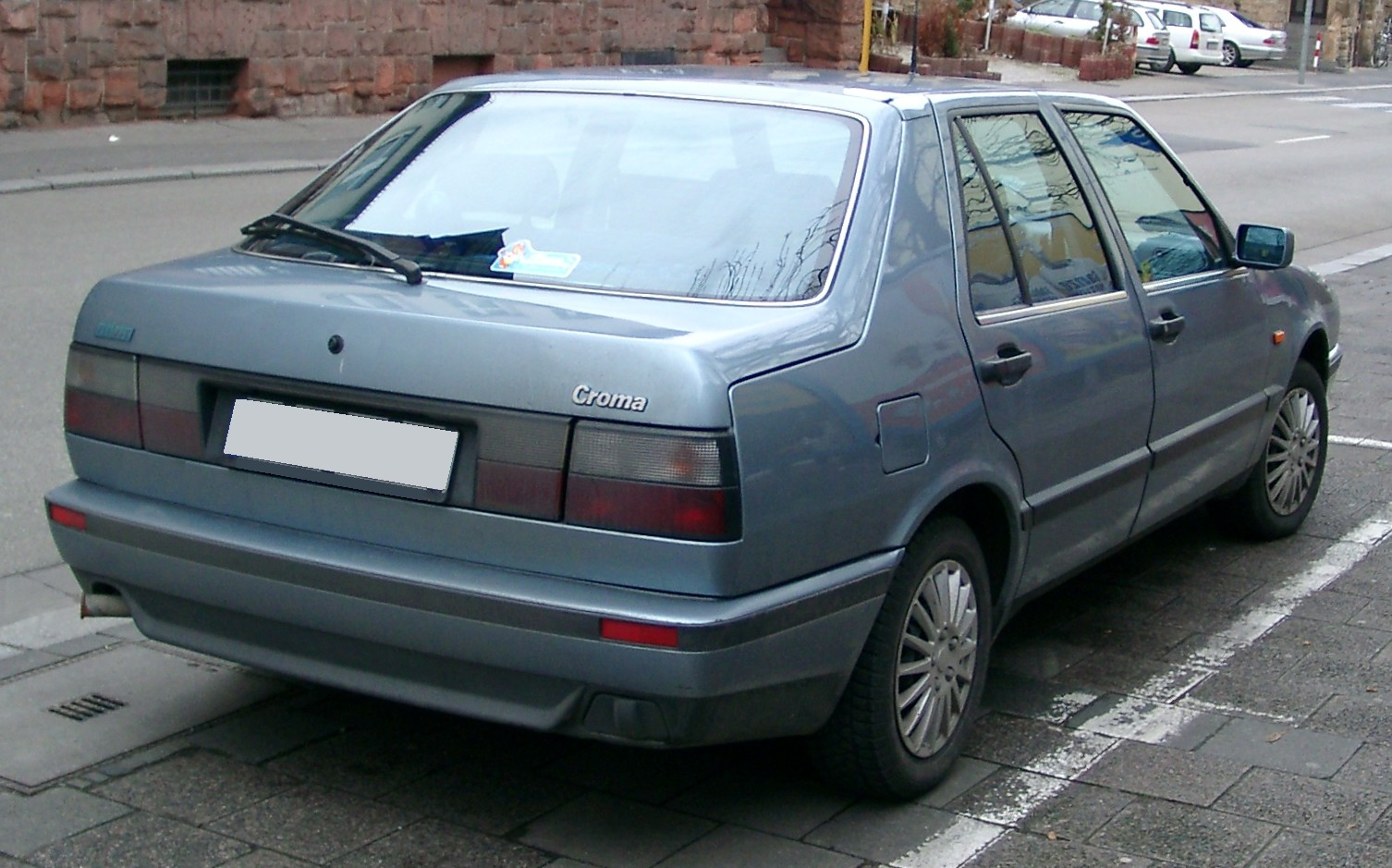
Heckansicht
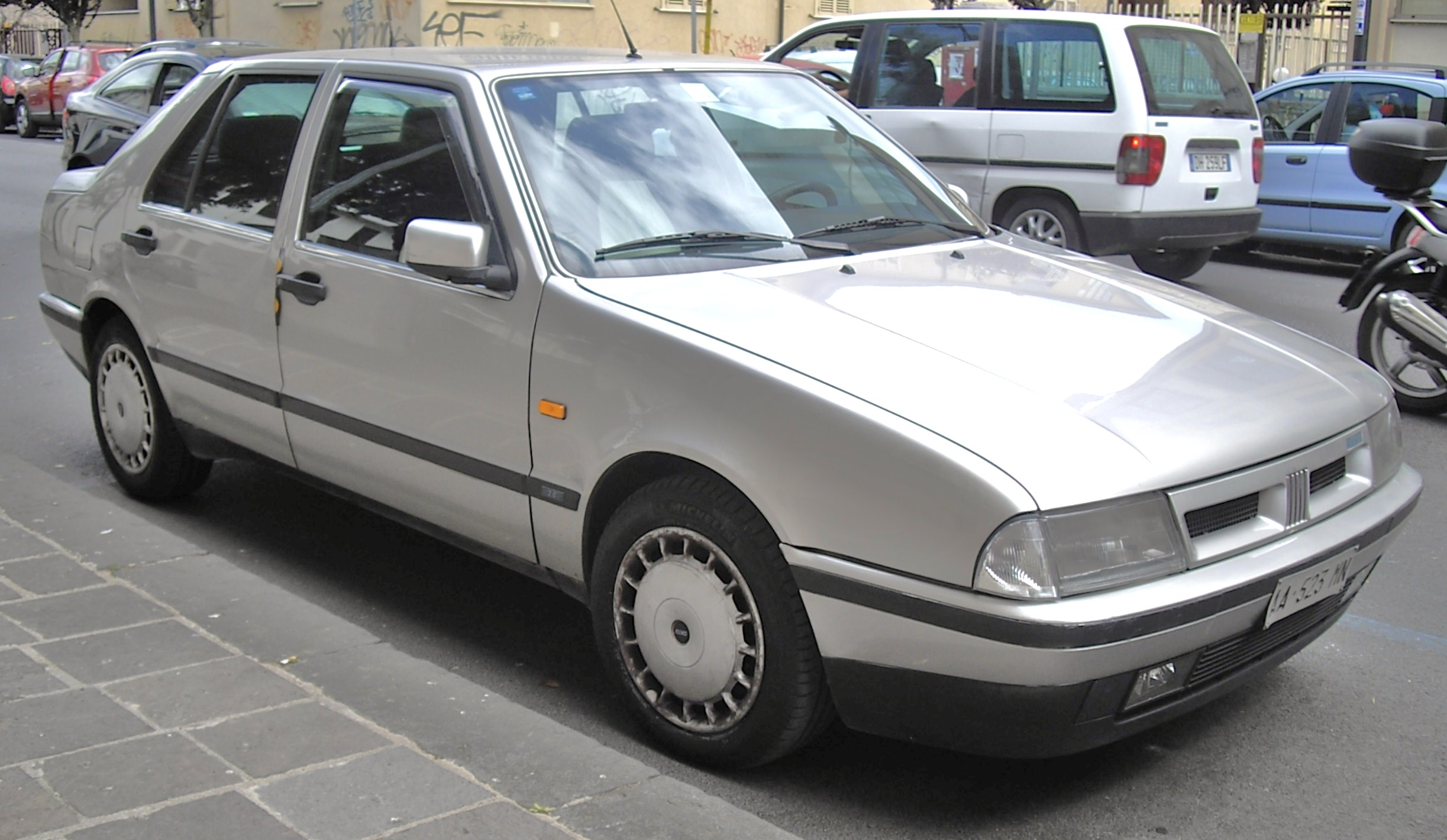
Fiat Croma (1993–1996)
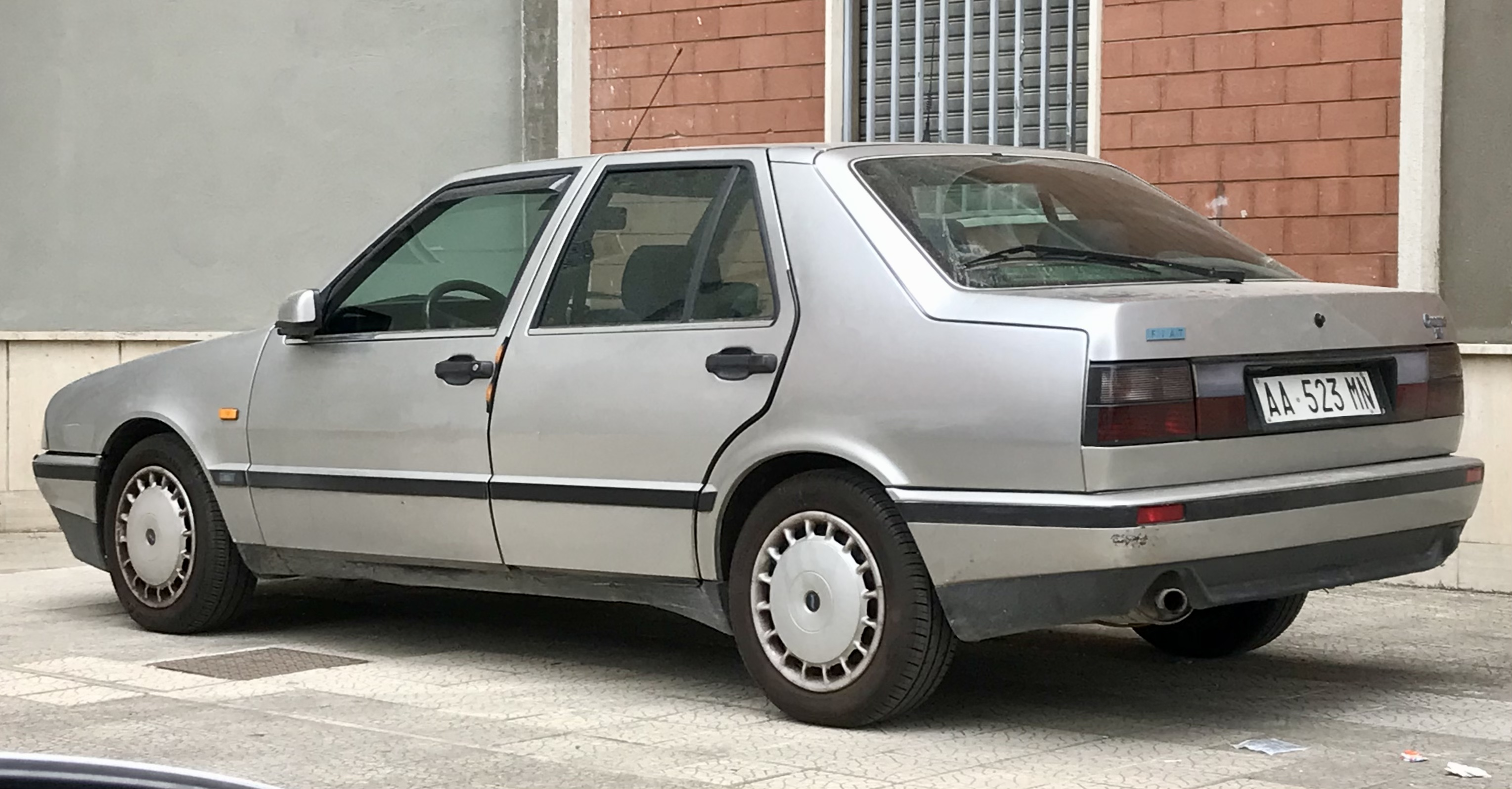
Heckansicht

## Technische Daten
Das Fahrzeug verfügte über Frontantrieb und ein manuelles Fünfgang-Schaltgetriebe oder ein Automatikgetriebe, zunächst mit drei und nach dem Facelift mit vier Fahrstufen lieferbar.
|                                             | 1600                       | 2000 CHT                   | 2000 CHT                     | 2000 i. e.                   | 2000 i. e.                   | 2000 i. e.                   | 2000 i. e. 16V               |
| Bauzeitraum                                 | 05/1985–01/1991            | 05/1985–02/1989            | 02/1989–01/1991              | 05/1985–02/1989              | 02/1989–01/1991              | 10/1987–12/1996              | 08/1992–12/1996              |
| Motorkenndaten                              |                            |                            |                              |                              |                              |                              |                              |
| Motortyp                                    | R4-Ottomotor               | R4-Ottomotor               | R4-Ottomotor                 | R4-Ottomotor                 | R4-Ottomotor                 | R4-Ottomotor                 | R4-Ottomotor                 |
| Anzahl Ventile pro Zylinder                 | 2                          | 2                          | 2                            | 2                            | 2                            | 2                            | 4                            |
| Ventilsteuerung                             | OHC, Zahnriemen            | DOHC, Zahnriemen           | DOHC, Zahnriemen             | DOHC, Zahnriemen             | DOHC, Zahnriemen             | DOHC, Zahnriemen             | DOHC, Zahnriemen             |
| Gemischaufbereitung                         | Vergaser                   | Vergaser                   | Vergaser                     | Saugrohreinspritzung         | Saugrohreinspritzung         | Saugrohreinspritzung         | Saugrohreinspritzung         |
| Katalysator                                 | nein                       | nein                       | nein                         | nein                         | nein                         | ja                           | ja                           |
| Motoraufladung                              | –                          | –                          | –                            | –                            | –                            | –                            | –                            |
| Kühlung                                     | Wasserkühlung              | Wasserkühlung              | Wasserkühlung                | Wasserkühlung                | Wasserkühlung                | Wasserkühlung                | Wasserkühlung                |
| Motorkennung                                | 154A.048                   | 154A1.000                  | 154C5.000                    | 834B.000                     | 154C3.000                    | 154C3.046, 834B.146          | 154E1.000                    |
| Bohrung × Hub                               | 84,0 mm × 71,5 mm          | 84,0 mm × 90,0 mm          | 84,0 mm × 90,0 mm            | 84,0 mm × 90,0 mm            | 84,0 mm × 90,0 mm            | 84,0 mm × 90,0 mm            | 84,0 mm × 90,0 mm            |
| Hubraum                                     | 1585 cm³                   | 1995 cm³                   | 1995 cm³                     | 1995 cm³                     | 1995 cm³                     | 1995 cm³                     | 1995 cm³                     |
| Verdichtungsverhältnis                      | 9,8:1                      | 9,5:1                      | 9,0:1                        | 9,8:1                        | 9,5:1                        | 9,5:1                        | 10,4:1                       |
| max. Leistung                               | 61 kW (83 PS) bei 5600/min | 66 kW (90 PS) bei 5500/min | 72 kW (98 PS) bei 5250/min   | 88 kW (120 PS) bei 5250/min  | 86 kW (117 PS) bei 5250/min  | 85 kW (116 PS) bei 5600/min  | 101 kW (137 PS) bei 6000/min |
| max. Drehmoment                             | 128 Nm bei 2800/min        | 169 Nm bei 2800/min        | 168 Nm bei 2750/min          | 167 Nm bei 3300/min          | 165 Nm bei 3300/min          | 162 Nm bei 4000/min          | 180 Nm bei 4500/min          |
| Kraftübertragung                            |                            |                            |                              |                              |                              |                              |                              |
| Antrieb                                     | Vorderradantrieb           | Vorderradantrieb           | Vorderradantrieb             | Vorderradantrieb             | Vorderradantrieb             | Vorderradantrieb             | Vorderradantrieb             |
| Getriebe, serienmäßig                       | 5-Gang-Schaltgetriebe      | 5-Gang-Schaltgetriebe      | 5-Gang-Schaltgetriebe        | 5-Gang-Schaltgetriebe        | 5-Gang-Schaltgetriebe        | 5-Gang-Schaltgetriebe        | 5-Gang-Schaltgetriebe        |
| Getriebe, optional                          | –                          | –                          | 3-Stufen-Automatikgetriebe   | 3-Stufen-Automatikgetriebe   | 3-Stufen-Automatikgetriebe   | 4-Stufen-Automatikgetriebe   | 4-Stufen-Automatikgetriebe   |
| Messwerte                                   |                            |                            |                              |                              |                              |                              |                              |
| Höchstgeschwindigkeit                       | 170 km/h                   | 180 km/h                   | 183 km/h Automatik: 179 km/h | 192 km/h Automatik: 188 km/h | 192 km/h Automatik: 188 km/h | 190 km/h Automatik: 186 km/h | 200 km/h Automatik: 195 km/h |
| Beschleunigung, 0–100 km/h                  | 14,0 s                     | 11,8 s                     | 11,7 s Automatik: 13,4 s     | 10,4 s                       | 10,4 s                       | 10,5 s Automatik: 14,0 s     | 10,1 s Automatik: 13,5 s     |
| Kraftstoffverbrauch auf 100 km (kombiniert) | k. A.                      | 7,1 l S                    | 7,2 l S Automatik: 8,2 l S   | 7,6 l S                      | k. A.                        | 8,5 l S Automatik: 9,0 l S   | 8,9 l S Automatik: 9,1 l S   |

|                                             | 2000 Turbo i. e.             | 2000 Turbo i. e.             | 2000 Turbo i. e.             | 2000 Turbo i. e.             | 2500 V6                      |
| Bauzeitraum                                 | 05/1985–02/1989              | 02/1989–01/1991              | 06/1987–01/1991              | 01/1991–12/1996              | 06/1993–12/1996              |
| Motorkenndaten                              |                              |                              |                              |                              |                              |
| Motortyp                                    | R4-Ottomotor                 | R4-Ottomotor                 | R4-Ottomotor                 | R4-Ottomotor                 | V6-Ottomotor                 |
| Anzahl Ventile pro Zylinder                 | 2                            | 2                            | 2                            | 2                            | 2                            |
| Ventilsteuerung                             | DOHC, Zahnriemen             | DOHC, Zahnriemen             | DOHC, Zahnriemen             | DOHC, Zahnriemen             | 2 × OHC, Zahnriemen          |
| Gemischaufbereitung                         | Saugrohreinspritzung         | Saugrohreinspritzung         | Saugrohreinspritzung         | Saugrohreinspritzung         | Saugrohreinspritzung         |
| Katalysator                                 | nein                         | nein                         | ja                           | ja                           | ja                           |
| Motoraufladung                              | Turbolader, Ladeluftkühler   | Turbolader, Ladeluftkühler   | Turbolader, Ladeluftkühler   | Turbolader, Ladeluftkühler   | –                            |
| Kühlung                                     | Wasserkühlung                | Wasserkühlung                | Wasserkühlung                | Wasserkühlung                | Wasserkühlung                |
| Motorkennung                                | 154A2.000                    | 154C4.000                    | 834C.146                     | 154C4.046                    | 834G.000                     |
| Bohrung × Hub                               | 84,0 mm × 90,0 mm            | 84,0 mm × 90,0 mm            | 84,0 mm × 90,0 mm            | 84,0 mm × 90,0 mm            | 88,0 mm × 68,3 mm            |
| Hubraum                                     | 1995 cm³                     | 1995 cm³                     | 1995 cm³                     | 1995 cm³                     | 2492 cm³                     |
| Verdichtungsverhältnis                      | 8,0:1                        | 8,0:1                        | 7,5:1                        | 7,5:1                        | 10,0:1                       |
| max. Leistung                               | 114 kW (155 PS) bei 5250/min | 114 kW (155 PS) bei 5250/min | 111 kW (151 PS) bei 5500/min | 110 kW (150 PS) bei 5500/min | 117 kW (159 PS) bei 5800/min |
| max. Drehmoment                             | 235 Nm bei 2350/min          | 250 Nm bei 2500/min          | 247 Nm bei 2750/min          | 247 Nm bei 2750/min          | 213 Nm bei 4500/min          |
| Kraftübertragung                            |                              |                              |                              |                              |                              |
| Antrieb                                     | Vorderradantrieb             | Vorderradantrieb             | Vorderradantrieb             | Vorderradantrieb             | Vorderradantrieb             |
| Getriebe, serienmäßig                       | 5-Gang-Schaltgetriebe        | 5-Gang-Schaltgetriebe        | 5-Gang-Schaltgetriebe        | 5-Gang-Schaltgetriebe        | 5-Gang-Schaltgetriebe        |
| Getriebe, optional                          | –                            | –                            | –                            | –                            | 4-Stufen-Automatikgetriebe   |
| Messwerte                                   |                              |                              |                              |                              |                              |
| Höchstgeschwindigkeit                       | 210 km/h                     | 215 km/h                     | 210 km/h                     | 210 km/h                     | 211 km/h Automatik: 205 km/h |
| Beschleunigung, 0–100 km/h                  | 7,8 s                        | k. A.                        | 8,2 s                        | 8,2 s                        | 8,6 s                        |
| Kraftstoffverbrauch auf 100 km (kombiniert) | 8,2 l S                      | 8,2 l S                      | 8,7 l S                      | 8,7 l S                      | 9,4 l S                      |

|                                             | 2000 TD i.d.               | 2000 TD i.d.               | 2500 D                     | 2500 Turbo D                | 2500 TDE                    | 2500 TD                      | 2500 TD                     |
| Bauzeitraum                                 | 05/1987–06/1993            | 06/1993–12/1996            | 05/1985–12/1989            | 05/1985–08/1989             | 05/1989–01/1991             | 05/1989–06/1993              | 06/1993–12/1996             |
| Motorkenndaten                              |                            |                            |                            |                             |                             |                              |                             |
| Motortyp                                    | R4-Dieselmotor             | R4-Dieselmotor             | R4-Dieselmotor             | R4-Dieselmotor              | R4-Dieselmotor              | R4-Dieselmotor               | R4-Dieselmotor              |
| Anzahl Ventile pro Zylinder                 | 2                          | 2                          | 2                          | 2                           | 2                           | 2                            | 2                           |
| Ventilsteuerung                             | OHC, Zahnriemen            | OHC, Zahnriemen            | OHC, Zahnriemen            | OHC, Zahnriemen             | OHC, Zahnriemen             | OHC, Zahnriemen              | OHC, Zahnriemen             |
| Gemischaufbereitung                         | Direkteinspritzung         | Direkteinspritzung         | Vorkammereinspritzung      | Vorkammereinspritzung       | Vorkammereinspritzung       | Vorkammereinspritzung        | Vorkammereinspritzung       |
| Katalysator                                 | nein                       | nein                       | nein                       | nein                        | nein                        | nein                         | ja                          |
| Motoraufladung                              | Turbolader, Ladeluftkühler | Turbolader, Ladeluftkühler | –                          | Turbolader, Ladeluftkühler  | Turbolader, Ladeluftkühler  | Turbolader, Ladeluftkühler   | Turbolader, Ladeluftkühler  |
| Kühlung                                     | Wasserkühlung              | Wasserkühlung              | Wasserkühlung              | Wasserkühlung               | Wasserkühlung               | Wasserkühlung                | Wasserkühlung               |
| Motorkennung                                | 154C6.046                  | 154D1.000                  | 8144.67                    | 8144.91                     | k. A.                       | 8144.97                      | 8144.97Y                    |
| Bohrung × Hub                               | 82,6 mm × 90,0 mm          | 82,6 mm × 90,0 mm          | 93,0 mm × 92,0 mm          | 93,0 mm × 90,0 mm           | 93,0 mm × 92,0 mm           | 93,0 mm × 92,0 mm            | 93,0 mm × 92,0 mm           |
| Hubraum                                     | 1929 cm³                   | 1929 cm³                   | 2500 cm³                   | 2445 cm³                    | 2500 cm³                    | 2500 cm³                     | 2500 cm³                    |
| Verdichtungsverhältnis                      | 18,0:1                     | 20,0:1                     | 22,0:1                     | 22,0:1                      | 21,0:1                      | 21,0:1                       | 22,5:1                      |
| max. Leistung                               | 68 kW (92 PS) bei 4200/min | 68 kW (92 PS) bei 4200/min | 55 kW (75 PS) bei 4200/min | 74 kW (101 PS) bei 4100/min | 77 kW (105 PS) bei 3900/min | 85 kW (116 PS) bei 3900/min  | 85 kW (116 PS) bei 4100/min |
| max. Drehmoment                             | 200 Nm bei 2000/min        | 196 Nm bei 2000/min        | 162 Nm bei 2200/min        | 217 Nm bei 2300/min         | 225 Nm bei 2250/min         | 250 Nm bei 2000/min          | 245 Nm bei 2000/min         |
| Kraftübertragung                            |                            |                            |                            |                             |                             |                              |                             |
| Antrieb                                     | Vorderradantrieb           | Vorderradantrieb           | Vorderradantrieb           | Vorderradantrieb            | Vorderradantrieb            | Vorderradantrieb             | Vorderradantrieb            |
| Getriebe, serienmäßig                       | 5-Gang-Schaltgetriebe      | 5-Gang-Schaltgetriebe      | 5-Gang-Schaltgetriebe      | 5-Gang-Schaltgetriebe       | 5-Gang-Schaltgetriebe       | 5-Gang-Schaltgetriebe        | 5-Gang-Schaltgetriebe       |
| Getriebe, optional                          | –                          | –                          | –                          | –                           | –                           | 4-Stufen-Automatikgetriebe   | –                           |
| Messwerte                                   |                            |                            |                            |                             |                             |                              |                             |
| Höchstgeschwindigkeit                       | 180 km/h                   | 180 km/h                   | 165 km/h                   | 185 km/h                    | 190 km/h                    | 195 km/h Automatik: 188 km/h | 192 km/h                    |
| Beschleunigung, 0–100 km/h                  | 12,5 s                     | 12,5 s                     | 16,5 s                     | 11,9 s                      | 11,9 s                      | 11,0 s Automatik: 12,7 s     | 11,5 s                      |
| Kraftstoffverbrauch auf 100 km (kombiniert) | 6,0 l D                    | 6,2 l D                    | 6,2 l D                    | 6,9 l D                     | 7,0 l D                     | 7,0 l D Automatik: 7,8 l D   | 7,3 l D                     |

1. ↑  War in Deutschland offiziell nicht erhältlich.

## Erfolg und Resonanz

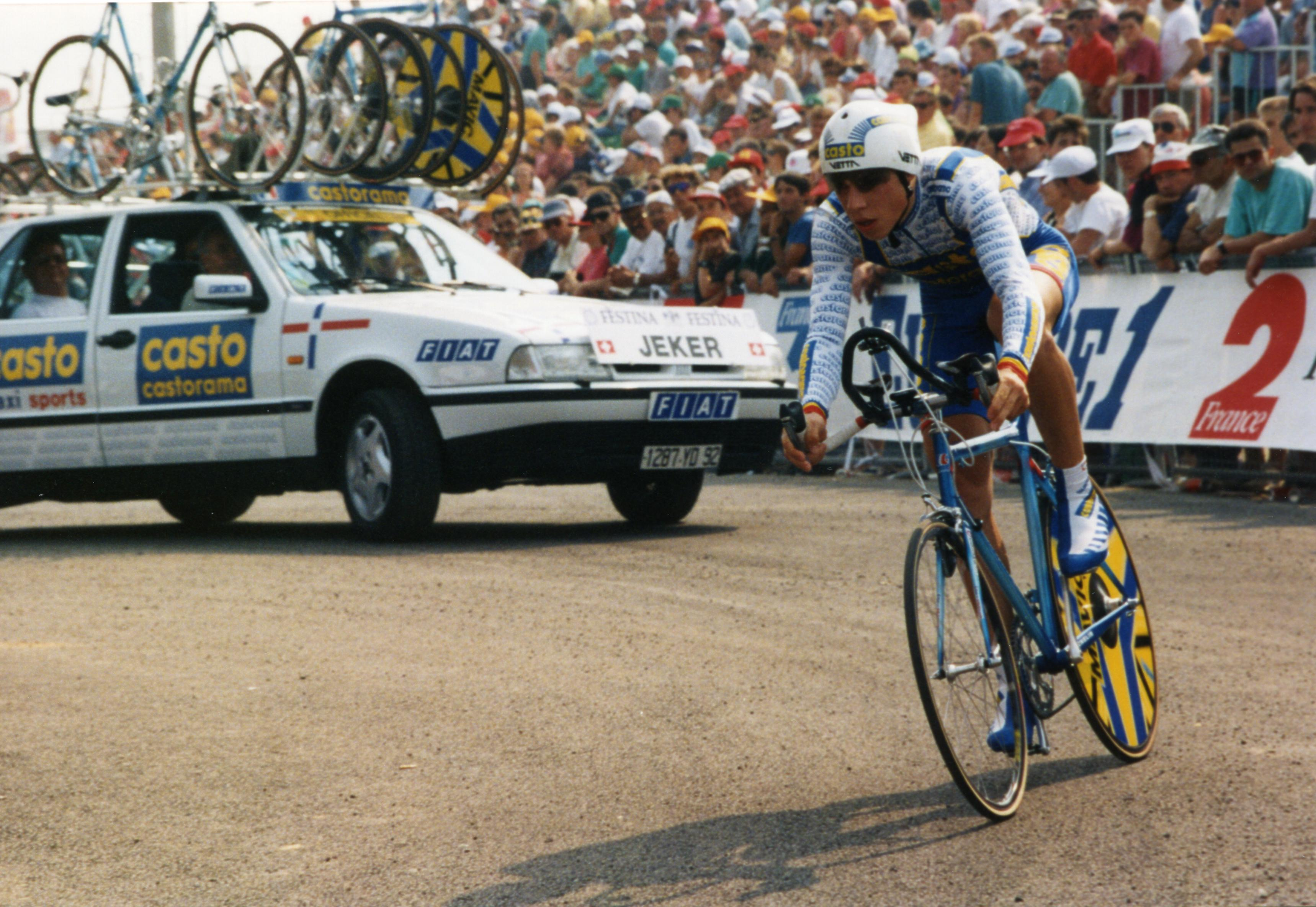
Ein Fiat Croma auf der Tour de France (1993)

Der Croma konnte in den 1980er-Jahren durchaus beachtliche Verkaufszahlen vorweisen. Doch ab 1990 gingen besonders in Deutschland die Verkaufszahlen deutlich zurück, nachdem die Zeitschrift Auto Motor und Sport einen Crashtest mit mehreren europäischen Fahrzeugen der Mittelklasse durchgeführt hatte. Bei diesem schnitt der Wagen unerwartet schlecht ab. Es gibt diesbezüglich begründete Annahmen, dass für diese Crashtests teilweise nicht geeignete Fahrzeuge herangezogen wurden. Im Fall des Fiat Croma soll ein dubioses Fahrzeug aus der Vorserienfertigung Verwendung gefunden haben, ob aus vermeintlich böser Absicht der deutschen Tester oder auf Grund von Schlamperei bei Fiat, die das Fahrzeug zur Verfügung stellten, ist ungeklärt.
Trotz der in der Serie deutlich verstärkten Fahrgastzelle im Rahmen einer Überarbeitung im Frühjahr 1991 und der späteren Einführung eines Fahrer-Airbags im Jahr 1993 war der Ruf des Croma ruiniert, und das schlechte Image blieb vor allem auf dem deutschen Markt erhalten.
Ungeachtet dessen hatte das Fahrzeug aber durchaus Vorzüge im Vergleich zu seinen Konkurrenten aufzuweisen. So war der Croma der erste Pkw, der ab 1988 über einen Dieselmotor mit Direkteinspritzung verfügte. Die Spitzenmotorisierungen, ein 2,0 Turbo mit 150 PS oder ein 2,5-l-V6 mit 159 PS, waren für die damalige Zeit äußerst bemerkenswert. Auch die Ausstattung war mit elektrisch verstellbaren und einklappbaren Außenspiegeln, einer Klimaanlage, einer großen Heckklappe und einer Scheinwerferreinigungsanlage, ABS, Nebelscheinwerfern und einer von innen bedienbaren Zentralverriegelung im Vergleich zu den Mitbewerbern auf einem sehr hohen Niveau – zu dieser Zeit keine Selbstverständlichkeit.
Im Gegensatz zu den Schwestermodellen von Alfa Romeo, Lancia und Saab war der Fiat preislich wie auch von der Ausstattung her eine Klasse niedriger, in der Mittelklasse, positioniert. Seine Hauptkonkurrenten auf dem deutschen Markt waren vor allem der VW Passat, der Opel Vectra und der Ford Sierra. Der Croma bot jedoch sehr gute Platzverhältnisse und wurde im Vergleich zu deutschen Herstellern zu ausgesprochen günstigen Preisen angeboten.
Vom Croma wurden von Mai 1985 bis Dezember 1996 rund 450.000 Exemplare gefertigt. Da Fiat mit der seit 1969 im Konzern befindlichen Marke Lancia und dem Ende 1986 übernommenen Hersteller Alfa Romeo bereits über zwei Marken für Fahrzeuge der Mittelklasse verfügte, wurde nach dem Ende der Bauzeit zu Gunsten der Modelle Lancia Kappa und Alfa Romeo 166 kein direkter Nachfolger am Markt eingeführt.
Im Juni 2005 wurde im Rahmen der damaligen Kooperation mit General Motors der auf dem Opel Signum basierende Fiat Croma (Typ 194) auf den Markt gebracht.
Zum Stichtag 1. Januar 2022 waren laut KBA in Deutschland noch 185 Fiat Croma angemeldet.